# Bénédictin (gâteau)
Pour les articles homonymes, voir Bénédictin (homonymie).
Un bénédictin, aussi appelé amandin des Bénédictins, est un gâteau composé d'amandes et de sucre en poudre, d'œufs, de farine, de fécule, et aromatisé à la bénédictine.